# Мораэс, Артур
Арту́р Гилье́рме ди Мора́эс Гусма́н (порт. Artur Guilherme de Moraes Gusmão; 25 января 1981, Леми, Сан-Паулу) — бразильский футболист, игравший на позиции вратаря.

## Биография
Артур начал свою карьеру в клубе «Паулиста» в 1999 году. В 2003 году он перешёл в «Крузейро» и выиграл с этим клубом чемпионат и Кубок Бразилии и два титула чемпиона штата Минас-Жерайс.
Летом 2006 года Артур был отдан в аренду «Коритибе», а после возвращения в «Крузейро» он не сыграл ни одного матча в лиге и 7 января 2008 перешёл в итальянский клуб «Сиена», заключив контракт на 2 года. Однако бразилец не смог завоевать место в основе «Сиены» и 30 января 2008 на правах аренды перешёл в клуб Серии B «Чезена».
25 июня 2008 года Артур на правах свободного агента перешёл в «Рому», в составе которой дебютировал 8 ноября, заменив травмированного Дони.
19 июля 2010 года на правах свободного агента игрок перешёл в португальский клуб «Брага».
В 2017 году выступал за «Шапекоэнсе». С 2018 года является вратарём португальского «Авеша».

## Достижения
- Чемпион Бразилии (2): 2003
- Чемпион Португалии (2): 2014, 2014/15
- Чемпион штата Минас-Жерайс (2): 2003, 2004
- Чемпион штата Санта-Катарина (1): 2017
- Обладатель Кубка Бразилии (1): 2003
- Обладатель Кубка Португалии (1): 2014
- Обладатель Кубка португальской лиги (1): 2014
- Обладатель Суперкубка Португалии (1): 2014